# Grundy NewBrain
| QS-Informatik | Dieser Artikel wurde wegen inhaltlicher Mängel auf der Qualitätssicherungsseite der Redaktion Informatik eingetragen. Dies geschieht, um die Qualität der Artikel aus dem Themengebiet Informatik auf ein akzeptables Niveau zu bringen. Hilf mit, die inhaltlichen Mängel dieses Artikels zu beseitigen, und beteilige dich an der Diskussion! (+) Begründung: Überarbeitung notwendig: Fließtext, Belege. Knurrikowski (Diskussion) 14:52, 11. Apr. 2016 (CEST) |

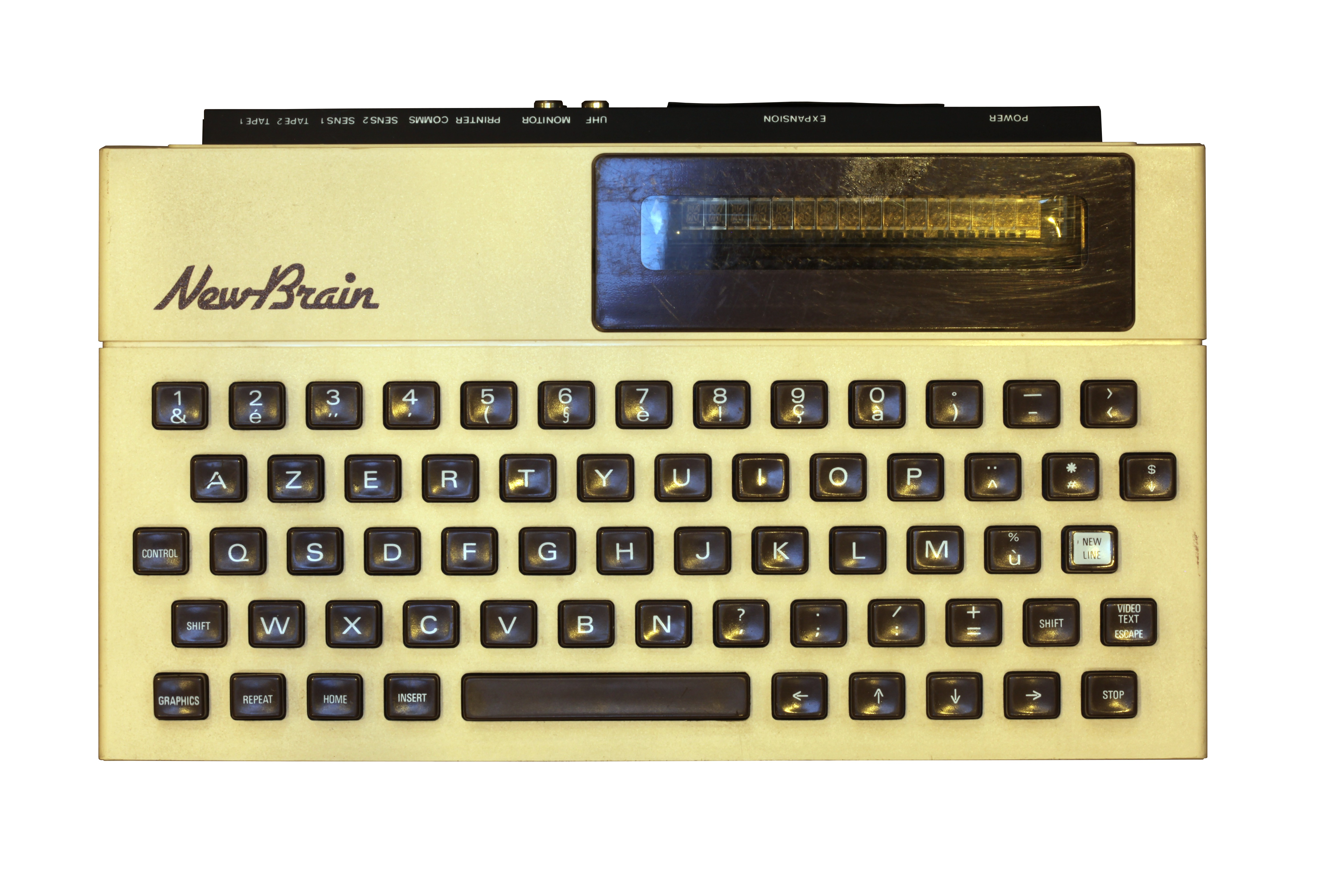

Der Grundy NewBrain war ein Heimcomputer, der Anfang der 1980er Jahre von dem britischen Unternehmen Grundy Business Systems Ltd aus Teddington und Cambridge vertrieben wurde.
Zwei verschiedene Modelle wurden veröffentlicht.
Modell A konnte entweder an einen Fernseher oder an einen Monitor angeschlossen werden. Das Modell AD hatte zusätzlich noch einen Ein-Zeilen-Display im Gerät eingebaut, auf dem Ergebnisse des Rechners auch ohne angeschlossenen Fernseher oder Monitor ausgegeben werden konnten.
Der nicht erweiterte NewBrain hatte im ROM einen BASIC-Interpreter gespeichert. Es gab aber auch Geräte in deren ROM z. B. Mathematik- oder Grafikanwendungen enthalten waren.

## Technik
| Zeitleiste:                | Veröffentlicht: 1982                                                                              |
| CPU:                       | Zilog Z80A                                                                                        |
| CPU Geschwindigkeit:       | 4 MHz                                                                                             |
| ROM:                       | 24 KB                                                                                             |
| RAM:                       | 32 KB                                                                                             |
| Maximaler RAM:             | 2 MB                                                                                              |
| Zahl der Tasten:           | 62                                                                                                |
| Keyboard und Display Chip: | COP420 MCU                                                                                        |
| Grafik Darstellungen:      | 256×256, 320×256, 512×256, 640×256×2                                                              |
| Text Modi:                 | 32×25, 32×30, 40×25, 40×30, 64×25, 64×30, 80×25×2, 80×30×2                                        |
| Anzahl der Farben:         | 2                                                                                                 |
| I/O Ports:                 | 2× Tape Recorder (1,200 Baud), Composite video, Expansion, 2× RS-232 (19,000 Baud), UHF-TV-output |